# Nokia Asha 205

Nokia Asha 205 este un telefon produs de Nokia care rulează pe sistemul de operare Series 40.
Asha 205 este în totalitate din plastic. Butonul dedicat Facebook lansează aplicația Facebook. 
Nokia Asha 205 este disponibil în cinci culori: turcoaz,violet, roz, portocaliu și alb.
Pe partea de sus a telefonulului este mufa de alimentare și mufa audio de 3.5 mm.  
Nu dispune de butoane laterale. Are o cameră VGA și dispune de un slot de card microSD. 
Ecranul TFT de 2.4 inch cu rezoluția de 320×240 și densitatea pixelilor de 167 ppi.
Spațiul de stocare este 64 MB (fără sistemul de operare Symbian S40) poate fi extins cu carduri microSD de până la 32 GB.
Agenda permite stocarea a 1000 de contacte, permite rularea videoclipurilor în format mp4/h.263/wmv și fișiere audio în format mp3/wav/wma/aac.
Conectivitatea este limitat la doar 2G, dar tehnologie de 
partajare Bluetooth SLAM oferă capabilitatea de a partaja rapid fișiere între dispozitive.
Bateria Li-Ion de 1020 mAh permite până la 11 ore de convorbire și 700 de ore în stand-by.